# كأس العرش لكرة الماء
كأس العرش لكرة الماء أو كأس المغرب هي بطولة في رياضة كرة الماء تبناها الجامعة الملكية المغربية للسباحة وتجمع الأندية المغربية.
تم إنشاء هذه المسابقة في عام 1934. ومنذ عام 1946، أخذت البطولة تسمية "كأس العرش"، تحت إشراف الجامعة الملكية المغربية للسباحة.

## سجل الأبطال
| فريق                    | البطل | سنوات البطل |
| ----------------------- | ----- | --- |
| نادي الوداد الرياضي     | 30    | 1957، 1972، 1973، 1974، 1975، 1976، 1977، 1978، 1979، 1980، 1981، 1982، 1983، 1984، 1994، 2000، 2002، 2005، 2007، 2008، 2009، 2010، 2012، 2013، 2015، 2018، 2019، 2023، 2024، 2025 |
| نادي الرجاء الرياضي     | 4     | 1990، 1993، 2003، 2014 |
| الاتحاد الرياضي السككين | 2     | 2016، 2017 |